# Simon Elliott
Simon Elliot, né le 10 août 1974 à Wellington, est un footballeur néo-zélandais évoluant au poste de milieu défensif. Après des débuts professionnels en Nouvelle-Zélande à Wellington United en 1992, il a ensuite revêtu plusieurs couleurs de clubs néo-zélandais (Wellington Olympic, Miramar Rangers et Western Suburbs) jusqu'à la fin des années 1990 où il se décide de s'expatrier aux États-Unis au Boston Bulldogs puis Los Angeles Galaxy et Columbus Crew. Il tente une expérience en Angleterre en 2006 qui dure deux ans à Fulham FC avant de retourner aux États-Unis à San Jose Earthquakes.
Ses performances en club lui ouvrent les portes de l'équipe de Nouvelle-Zélande en 1995 où il devient l'un des cadres de la sélection avec 68 sélections et 6 buts.

## Palmarès
- Champion d'Océanie : 2002 et 2008.
- Vainqueur de la Coupe des champions de la CONCACAF : 2000.
- Champion des États-Unis : 2002.
- Vainqueur de la Coupe des États-Unis : 2001.